# Sinocyclocheilus angustiporus
Sinocyclocheilus angustiporus är en fiskart som beskrevs av Zheng och Xie, 1985. Sinocyclocheilus angustiporus ingår i släktet Sinocyclocheilus och familjen karpfiskar. Inga underarter finns listade i Catalogue of Life.